# St. Hubertus (Nordenau)

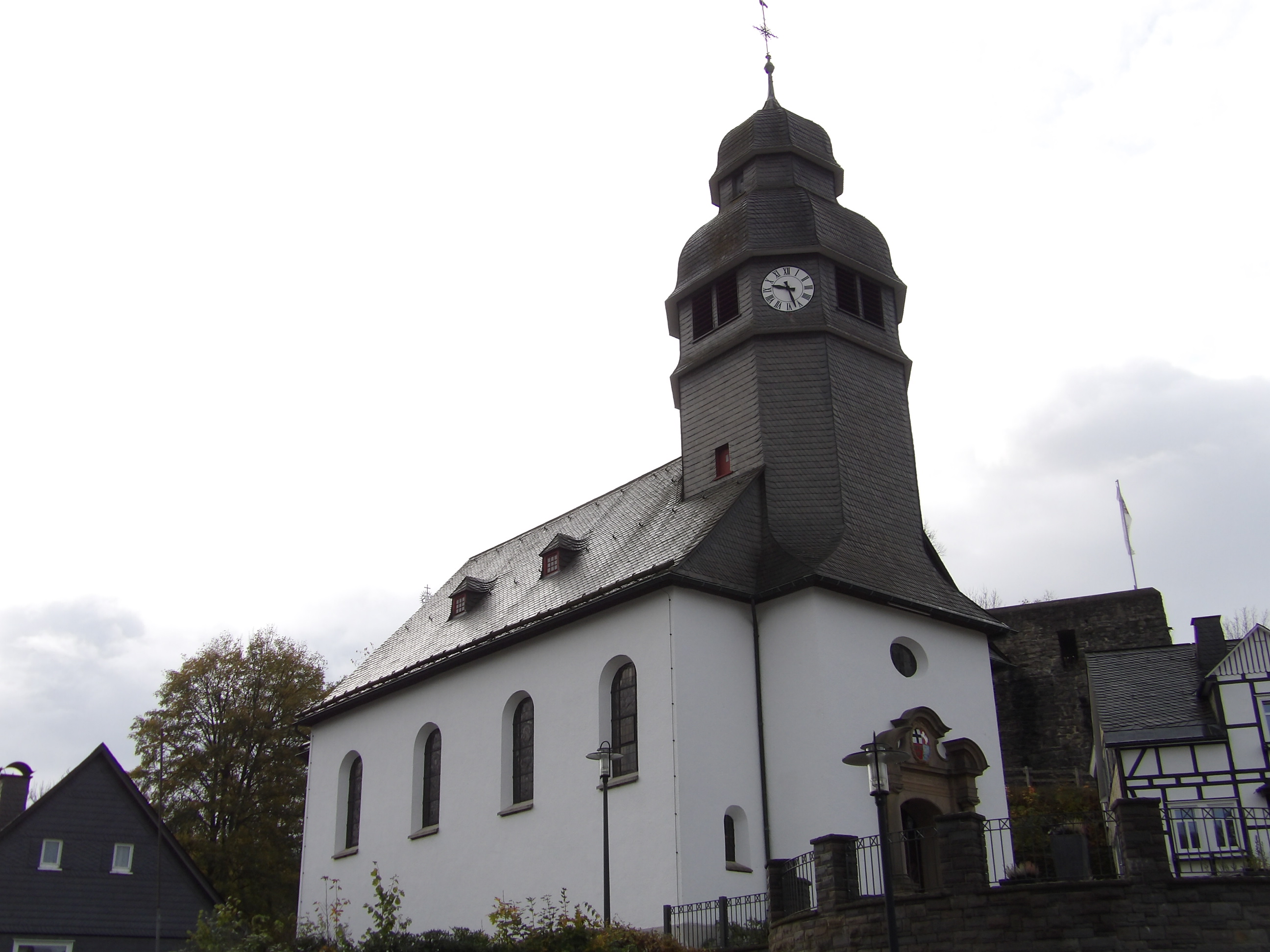
Außenansicht der Kirche

Die römisch-katholische Pfarrkirche St. Hubertus ist denkmalgeschütztes Kirchengebäude in Nordenau, einem Ortsteil der Stadt Schmallenberg im Hochsauerlandkreis, Nordrhein-Westfalen. Sie gehört zum Dekanat Hochsauerland-Mitte im Erzbistum Paderborn.

## Lage
Die Nordenauer Pfarrkirche liegt etwas erhöht auf dem Burgberg, hoch über dem Nesselbachtal, unterhalb der Burgruine Rappelstein und bildet das Zentrum des Dorfes. Auf dem Kirchenvorplatz, Heinrich-Köppler-Platz genannt, befindet sich das Kriegerdenkmal für die Gefallenen des Ersten und Zweiten Weltkrieges. Der zur Pfarrei gehörende Friedhof liegt ca. 300 Meter entfernt am Rande des Kurparkes.

## Geschichte
Das Dorf Nordenau gehörte, wie alle Dörfer der Region, zur Mutterpfarrei St. Gertrudis in Oberkirchen. Im Jahr 1765 wurde neben der alten Burg eine kleine Kapelle mit Dachreiter errichtet, die unter das Patronat des Hl. Hubertus von Lüttich, dem Schutzpatron der Jagd, gestellt wurde. Nachdem diese zu klein und baufällig wurde, trug man diese 1925 ab und errichtete die heutige Kirche im selben Jahr an gleicher Stelle neu.
Die neue Hubertuskirche ist ein neobarocker Saalbau mit 3/8-Schluss und wuchtigem Westturm, der von einer Welschen Haube bekrönt wird. Das Dach und der Turm sind mit Nordenauer Schiefer verkleidet. Einige Ausstattungsgegenstände, wie das Mittelteil des Hochaltares und div. Heiligenstatuen, übernahm man aus der alten Kapelle. 1930 wurde Nordenau zur Pfarrei erhoben und somit von Oberkirchen unabhängig.
Die letzten umfangreichen Sanierungsarbeiten fanden im Jahr 2000 statt. Dabei wurde u. a. der ursprüngliche Marmorboden wieder freigelegt, der zwischenzeitlich überbaut wurde.

## Ausstattung

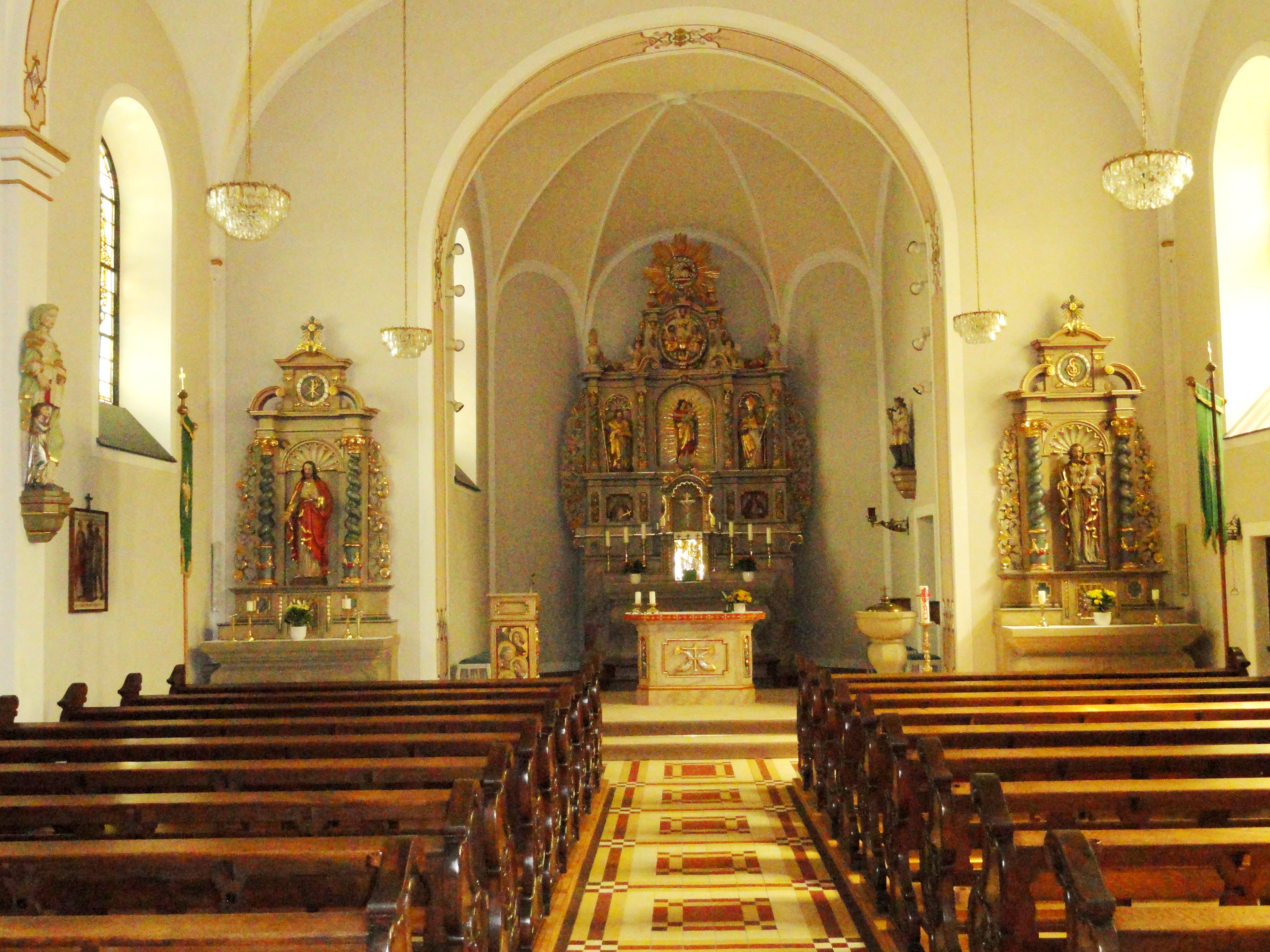
Innensicht der Kirche

Auch das Innere der Kirche ist neobarock gehalten. Besonders der figurenreiche Hochaltar fällt dem Betrachter ins Auge. Die zentrale Darstellung der Muttergottes im Strahlenkranz stammt noch aus der alten Dorfkapelle. Diese wird umrahmt von Statuen der beiden Kirchenpatrone Hubertus und Jakobus. Den Altar schließt eine Dreifaltigkeitsdarstellung und ein Opferlamm ab.
Zelebrationsaltar und Ambo weisen ebenfalls eine Besonderheit auf: Im Altartisch sind die schönsten Stücke einer alten Kommunionbank verbaut, im Ambo findet man Teile der alten Kanzel wieder.
Die beiden Seitenaltäre sind dem Hl. Josef und dem Herzen Jesu geweiht. Im Eingangsbereich der Pfarrkirche befinden sich eine Pieta und eine Statue der Hl. Maria.
Die Kirchenfenster im Hauptschiff zeigen Heilige mit Bezug zum Ort und zur Kirche, das Chorfenster zeigt eine frühere Dorfansicht mit der alten Kapelle und dem segnenden Christus.
Ein Kreuzweg ist sowohl in der Kirche als auch außerhalb auf dem Weg zur Burg. Das Hauptportal wird vom Dorfwappen bekrönt.

### Orgel
Die Nordenauer Orgel wurde 1937 erbaut. Das Orgelprospekt ist der neobarocken Ausstattung der Kirche angepasst.

### Glocken
Bereits in der alten Kapelle hing eine Glocke der Gießerei Humpert, Brilon aus dem Jahr 1906. Heute befinden sich im hochaufragenden Turm vier klangvolle Bronzeglocken, die gemeinsam im „ausgefüllten Moll-Motiv“ erklingen.
| Nr. | Schutzpatron     | Tonlage | Gießerei                         | Gussjahr | Bestimmung                                           |
| --- | ---------------- | ------- | -------------------------------- | -------- | ---------------------------------------------------- |
| I   | Hubertus         | g′      | Petit & Gebr. Edelbrock, Gescher | 1950     | Totenglocke, Festtagsglocke, Stundenschlag           |
| II  | Maria            | b′      | Petit & Gebr. Edelbrock, Gescher | 1950     | Wandlungsglocke, Angelusschlag, Viertelstundenschlag |
| III | Johannes Nepomuk | c″      | Petit & Gebr. Edelbrock, Gescher | 1950     | Werktagsglocke                                       |
| IV  | Barbara          | d″      | Petit & Gebr. Edelbrock, Gescher | 1950     | Angelusglocke                                        |

## Gemeinde
Die Pfarrei St. Hubertus hatte bis Mitte der 1990er Jahre noch einen eigenen Pastor und wird seither von Oberkirchen aus seelsorgerisch betreut. Mittlerweile gehört die Gemeinde zum Pastoralen Raum Wilzenberg im Pastoralverbund Schmallenberg-Eslohe. Gottesdienste finden an Sonn- und Feiertagen i. d. R. um 10:45 Uhr und an Wochentagen in unregelmäßigen Abständen statt.